# Magwi
Magwi é uma cidade do Sudão do Sul. Localiza-se num condado homônimo, no estado de Equatória Oriental, próximo à fronteira com a Uganda. Em 2010, possuía uma população de aproximadamente 3.000 pessoas. Em 2011, iniciou-se a construção da sede do condado de Magwi na cidade.